# Agar
Agar je prah koji se dobiva ekstrakcijom i sušenjem sluzaste tvari, koju dobijemo preradom morske trave Gelidium. Na tržištu se pojavljuje u obliku suhog praška bijele do svijetlo žute boje. Boja ovisi o stupnju čistoće. Cijena agara ovisi o samoj čistoći istoga. Agar se koristi kao dodatak hranjivim podlogama na kojima se u sterilnim uvjetima uzgajaju biljne ili bakterijske kulture. Agar ujedno zadržava vlagu, odnosno kada se pomješa s vodom dobije se mekani gel.